# Качурка Хорнби
Качурка Хорнби (лат. Hydrobates hornbyi) — мало изученный вид птиц из семейства качурковых. Он встречается на южноамериканском западном побережье. Назван в честь британского адмирала Фиппса Хорнби.

## Описание
Качурка Хорнби достигает длины от 21 до 23 см. Это единственная качурка с чёрной шапочкой на голове. Верхняя сторона светлая, нижняя сторона белая с характерным серым воротником. Лоб и воротник на затылке белые. Белые брови как у других видов вилохвостых качурок отсутствуют. Молодые птицы выглядят, вероятно, похожими на взрослых птиц.

## Распространение
Качурка Хорнби находит пищу в открытом океане обычно в отдалении от побережья Эквадора, Перу и Чили.

## Поведение
О способе питания имеется мало сведений. Она ловит свою добычу в полёте и на водной поверхности.

## Миграция
Качурка Хорнби охотится, вероятно, раздельно над водоёмами Перуанского течения по соседству с местами гнездовий. Между августом и декабрём вид можно наблюдать к северу от экватора.

## Размножение
О поведении в период размножения ничего не известно, так как места гнездовий до сегодняшнего дня остаются незамеченными. Распространение над морем и наблюдения за птицами на пляже указывают на то, что места гнездовий находятся между 20-м и 25-м градусом широты в Чили и, вероятно, к северу до южного Перу. Возможными местами гнездовий могли бы быть прибрежные острова и утёсы на суше. Побережье в северном Чили однако бедно островами, а утёсы абсолютно не имеют глубоких расщелин или скалистых почв, в которых вид мог бы сооружать свои гнёзда. Вероятнее всего места гнездовий находятся в пустыне Атакама, так как имелись сообщения о мумифицированных старых птицах и только что ставших самостоятельными птицах, обнаруженных 50 км вглубь пустыни на высоте 1 500 м.
В 2017 году была обнаружена первая колония этих птиц. Гнездовья были найдены в пустыне Атакама, в 70 км от моря.

## Популяция и угрозы
Численность популяции оценивается в 500 000—800 000 взрослых особей.